# Sippusholmen
Sippusholmen är en ö i Finland.   Den ligger i den ekonomiska regionen  Vasa  och landskapet Österbotten, i den västra delen av landet, 400 km norr om huvudstaden Helsingfors.